# 안고 (춘추)
안고(顔高, 기원전 501년 ~ ?), 또는 안각(顔刻), 안산(顔産)은 중국 춘추 시대의 사상가 공자의 제자로, 자는 자교(子驕)이며, 노나라 사람이다. 《논어》에는 등장하지 않는 인물로, 《사기》 공자세가와 《공자가어》에 일화가 기록되어 있다. 안고는 《사기》 중니제자열전에 인용된 공자의 제자 명단의 기록으로, 일화가 기록된 공자세가·《공자가어》에는 일관되게 안각으로 기록되어 있다.

## 행적
공자는 진(陳)나라로 향하던 중, 광(匡) 땅을 지나가게 되었다. 이때 수레를 몰고 있었던 안각은 말채찍으로 성벽을 가리키며 말하였다.
| “ | 예전에 제가 성에 들어갔을 때는, 저 허물어진 부분으로 들어갔었습니다. | ” |

안각의 말을 들은 광 사람들은 평소 자신들을 괴롭히던 노나라의 양호(陽虎)의 패거리가 온 줄 알고, 공자 일행을 포위하여 5일 동안이나 구금하였다.
공자가 위(衛)나라에 갔을 때, 안각은 수레를 몰아 공자를 수행하였다. 영공과 부인 남자(南子)가 한 수레에 타고 길을 나섰을 때, 환자(宦者) 옹량(雍梁)을 같이 태우고 공자는 뒤를 따르게 하니, 저잣거리를 지날 때 공자는 부끄러워하였다. 안각은 공자에게 물었다.
| “ | 선생님께서는 무엇을 부끄러워하십니까? | ” |

| “ | 《시경》에서 "그대와 혼인하는 내 마음은 즐겁기만 하구나"(覯爾新婚，以慰我心。)라고 하였다. 나는 덕을 색만큼 좋아하는 자를 이제껏 보지 못했다. | ” |

## 출전
- 사마천, 《사기》 권47 공자세가·권67 중니제자열전
- 왕숙, 《공자가어》 권9 칠십이제자해